# 2K Marin
2K Marin – amerykański i australijski producent gier komputerowych z siedzibami w Novato i Canberze. Głównym celem studia jest opracowywanie nowych własności intelektualnych i współtworzenie produktów wraz z innymi studiami 2K.
Studio w Novato zostało wyodrębnione z Irrational Games (znane jako 2K Boston/2K Australia) w 2007 roku po wydaniu gry BioShock. Również studio w Canberze było pierwotnie częścią Irrational Games. Po ogłoszeniu rozpoczęcia prac nad grą XCOM (obecnie The Bureau: XCOM Declassified) w 2010 roku studio dołączyło do zespołu 2K Marin.
Studio 2K Marin zostało zamknięte w 2013 roku.

## Gry wyprodukowane przez studio
- BioShock (2008) – wersja gry na PlayStation 3, we współpracy z 2K Boston/2K Australia[3] i Digital Extremes[4]
- BioShock 2 (2010)[5]
- The Bureau: XCOM Declassified (2013)[6]